# Pere Vallribera i Moliné
Pere Vallribera i Moliné (Sallent, Bages, 27 de gener de 1903 - Barcelona, 7 de març de 1990) fou pianista i compositor, així com catedràtic de piano, de música de cambra i director del Conservatori Superior de Música del Liceu de Barcelona de 1932 a 1983. Va ser un dels músics catalans amb una carrera més dilatada i plena d'èxits, ja sigui com a solista o acompanyant intèrprets i cantants per escenaris de tot el món. És el pianista que ha actuat més vegades al Palau de la Música.
Va estudiar amb Josep Barberà i Josep Muset (harmonia i composició) i Guillem Garganta, i amplià els estudis a París amb Isidor Philipp. Fou president de l'Institut d'Estudis Musicals el 1932.

## Joventut
Els inicis com a pianista van ser l'any 1915, quan al seu poble natal tocava el piano en els balls de l'Ateneo Catalán i als de La Perla del Llobregat, i acompanyava, al cinema Condal, les imatges de les pel·lícules mudes. Ben aviat va començar a impartir classes, i va dur a terme la interpretació completa de diverses sarsueles als membres de l'Ateneo Catalán, encara a Sallent.
Des del 1932 fou catedràtic de piano (per oposicions) del Conservatori Superior de Música del Liceu de Barcelona. Impartí també altres disciplines: música de cambra, harmonia, composició, història de la música, formes musicals, estètica, història de l'art, musicologia, entre d'altres. Al cap d'uns anys en fou nomenat Director pedagògic, fins a la seva jubilació, l'any 1983, desenvolupant-hi una tasca pedagògica molt important.

## La seva pedagogia
Per la seva aula del Conservatori i pel seu estudi del carrer d'Aribau, hi van passar multitud de deixebles de piano, com per exemple: Maria Àngels Alabert, Anna Maria Albors, Joan Almirall, Maria Dolors Benejam, Lou Bennett, Lleó Borrell, Francesc Burrull, Montserrat Caballé, Mercè Capdevila, Anna Maria Cardona, Gerard i Lluís Claret, Alicia Coduras, Carles Coll, Frank Dubé, Rita Ferrer, Carles Guinovart, Isabel M. Martínez, Joan Matabosch, Leonora Milà, Maria Antònia Moll, Ludovica Mosca Bencini, Carme Pallarès, Pepita Perelló, Ticià Riera, Jesús Rodríguez Picó, Manuel Ruiz, Eulàlia Solé, Maria Dolors Luis, Antoni Villar.

## Última etapa
El dia 26 de gener de 1983, i amb motiu de la seva jubilació, se li va fer un reconeixement públic en què se li va atorgar la Medalla d'Or del Conservatori Superior de Música del Liceu, tot i que el mestre va seguir vinculat a la institució, on va continuar impartint classes particulars.
Va morir a l'edat de 87 anys a Barcelona tot havent rebut els premis i honors, nacionals i internacionals, que va merèixer. Té un carrer dedicat a Sallent i un altre a Gelida. L'any 1984 se li va concedir la Medalla al treball President Macià.
A partir del 2010, es va instituir el Premi Pere Vallribera, per a pianistes de música de cambra, un concurs dirigit bàsicament als pianistes joves, que destaquin en aquesta modalitat.
L'any 2011 s'edità el llibre Una vida per la música que en recollia les memòries, amb moltes dades biogràfiques, apunts, anècdotes, i diverses col·laboracions de personatges destacats del món musical, i que incloïa dos DC, amb obres seves i enregistraments d'actuacions amb altres intèrprets, algunes d'elles inèdites.

## Obra
Obra musical
- Sardanes
  - Sardanes per cor: Llum de primavera (lletra de Ramon Pallejà i Camaló), Cant al sol (lletra de Pere Vallribera,1951), Folgueroles (lletra de Miquel Saperas).
  - Sardanes instrumentals: Mar Brava, Deixondiment (1930); Recordança, Gira-sol, Remembrança gironina, Mar alegre.
- Nadales: Veniu, veniu (1965), Salutació (1967), Jesuset no ploris, Cantem companyons.
- Goigs: de Sant Pere (Gelida), de la Nostra Senyora de la Salut (Gelida), de Sant Roc (Gelida), de Santa Llúcia (Gelida), de Sant Sebastià (Sitges), de Sant Cristòfol (Vilanova i la Geltrú).
- Peces per a piano: Ronda, Danza rústica, Vieja canción (editades dins el llibre Zinkoproff)
- Composició simfònica: Salve Regina, partitura original per tres veus i orgue (1981)
- Cançons: La mixeta Mustafá (cançó infantil), Vora els vidres (poesia de Carles Soldevila), Alpestre (poema d'Apel·les Mestres, 1949), Quatre cançons a quatres veus mixtes, Retorn (poesia de Miquel Dolç), Rondalla del Bou (poema de Marià Manent), Cançó dels Rebles (poesia de Sebastià Sánchez-Juan), Cançó de la veu (poema de Josep Gimeno-Navarro).
- Peces per dansa: Dawn, (vals per a piano), Capseta de música, Marxa, Tiempo de minué.
- Harmonitzacions populars: El cant dels ocells, Els segadors.

Publicacions
- Vallribera i Moliné, Pere. El Piano: su aparición y desarollo.  Barcelona: Clivis, 1983. ISBN 84-85927-07-9.
- Vallribera i Moliné, Pere. Manual de ejecución pianística y expresión.  Barcelona-Madrid: Ediciones Quiroga. Dipòsits Legals B-35.905-1977 i B-42754-1978 (2 edicions)

Publicacions sobre Pere Vallribera
- Vallribera Mir, Manuel; Vallribera Mir, Berta (editors). Pere Vallribera i Moliné : Una vida per la música.  Vilafranca del Penedès: Andana, 2011. ISBN 978-84-96995-51-2.